# اوراغن (بني ليث)
اوراغن هو دُوَّار يقع بجماعة بني ليت، إقليم تطوان، جهة طنجة تطوان الحسيمة في المملكة المغربية. ينتمي الدوّار لمشيخة بني ليث التي تضم 6 دواوير. يقدر عدد سكانه بـ 755 نسمة حسب الإحصاء الرسمي للسكان والسكنى لسنة 2004.

## روابط خارجية
- البوابة الوطنية للجماعات الترابية
- المندوبية السامية للتخطيط